# Gannat (tổng)
Tổng Gannat là một tổng ở tỉnh Allier trong vùng Auvergne.

## Địa lý
Tổng này được tổ chức xung quanh Gannat thuộc quận Vichy. Độ cao thay đổi từ 269 m (Le Mayet-d'École) à 547 m (Gannat) với độ cao trung bình 361 m.

## Hành chính
| Giai đoạn | Ủy viên          | Đảng | Tư cách                                  |
| --------- | ---------------- | ---- | ---------------------------------------- |
| 18        | Anne-Marie Defay | URB  | Thị trưởng của Saint-Bonnet-de-Rochefort |
| 16        | Anne-Marie Defay | URB  | Thị trưởng của Saint-Bonnet-de-Rochefort |

Louis Huguet battu en 2001

## Các đơn vị cấp dưới
Tổng Gannat gồm 12 xã với dân số là 9 491 người (điều tra năm 1999, dân số không tính trùng)
| Xã                        | Dân số | Mã bưu chính | Mã insee |
| ------------------------- | ------ | ------------ | -------- |
| Bègues                    | 202    | 03800        | 03021    |
| Biozat                    | 663    | 03800        | 03030    |
| Charmes                   | 293    | 03800        | 03061    |
| Gannat                    | 5 838  | 03800        | 03118    |
| Jenzat                    | 450    | 03800        | 03133    |
| Le Mayet-d'École          | 260    | 03800        | 03164    |
| Mazerier                  | 278    | 03800        | 03166    |
| Monteignet-sur-l'Andelot  | 271    | 03800        | 03182    |
| Poëzat                    | 129    | 03800        | 03209    |
| Saint-Bonnet-de-Rochefort | 656    | 03800        | 03220    |
| Saint-Priest-d'Andelot    | 121    | 03800        | 03255    |
| Saulzet                   | 330    | 03800        | 03268    |

## Biến động dân số
| 1962                                                     | 1968  | 1975  | 1982  | 1990  | 1999  |
| -------------------------------------------------------- | ----- | ----- | ----- | ----- | ----- |
| 8 989                                                    | 9 808 | 9 942 | 9 978 | 9 766 | 9 491 |
| Nombre retenu à partir de 1962 : dân số không tính trùng |       |       |       |       |       |